# Congolacerta asukului
Congolacerta asukului là một loài thằn lằn trong họ Lacertidae. Loài này được Greenbaum, Villanueva, Kusamba, Aristote & Branch mô tả khoa học đầu tiên năm 2011.